# Paris Games Week
Paris Games Week (сокр. PGW) — ежегодная выставка посвящённая индустрии компьютерных игр, которая проводится в выставочном центре Paris expo Porte de Versailles в Париже, Франция. Мероприятие проводится ежегодно с 2010 года французской организацией SELL (фр. Syndicat des éditeurs de logiciels de loisirs), которая продвигает интересы разработчиков компьютерных игр.
Paris Games Week является пятым по величине в мире игровым событием, опережая по количеству посетителей такие выставки как: E3 проводимая в Соединённых Штатах Америки и Tokyo Game Show, насчитывая в общей сложности 317 000 посетителей и 194 участников, участвующих на выставке в 2019 году; и второй по величине крупнейшей игровой выставкой года в Европе, уступая немецкой выставке gamescom.

## История
Выставка Paris Games Week была создана по инициативе организации SELL (фр. Syndicat des éditeurs de logiciels de loisirs) — французского союза ассоциации производителей развлекательного программного обеспечения, в октябре 2010 года. До появления Paris Games Week, во Франции также проводились две крупнейшие ежегодные игровые выставки, посвящённые компьютерным играм, в числе которых: Micromania Game Show (MGS), созданная в 2002 году специализированным дилером Micromania, и выставка Festival du jeu vidéo (FJELD), созданная в 2006 году компанией Games Fed. Данные мероприятия проводились ежегодно осенью в Иль-де-Франс. Несмотря на их растущую посещаемость на протяжении многих лет, данные выставки, не принесли достаточного количества эксклюзивов и игр, которые могли бы сыграть важную роль в конкуренции с другими выставками мирового класса, такими как Electronic Entertainment Expo (E3) или Tokyo Game Show (TGS).
В 2009 году французская компания SELL (фр. Syndicat des éditeurs de logiciels de loisirs) вступила в партнёрство с организаторами Festival du jeu vidéo, привлекая к данному мероприятию множество эксклюзивов на шоу, тем самым позволив выставке достичь рекордной посещаемости. Позже в марте 2010 года, по стечению обстоятельств, SELL приняло решение о создании собственной выставки компьютерных видеоигр, под названием Paris Games Week, несмотря на успех мероприятия Festival du jeu vidéo которое не оправдала ожиданий. Данное решение, как утверждает портал Gamekult, является аналогичным решением принятым немецкой федеральной ассоциацией BIU (нем. Bundesverband Interaktive Unterhaltungssoftware), о перенесении существовавшей выставки Games Convention в Кёльн в 2009 году, данным образом решив организовать свою собственную ярмарку под названием gamescom, в то же время что и Games Convention, выведя таким образом крупных издателей компьютерных видеоигр на новую выставку в более широких масштабах.
Впервые Paris Games Week была проведена в 2010 году в период с 27 по 30 октября. В первый же год, по разным данным, на выставке присутствовало от 56 000 до 120 000 посетителей и 28 участников выставки. По состоянию на 2019 год, количество посетителей выставки достигло отметки в 317 000 человек. Paris Games Week, как правило проводится ежегодно в последнюю неделю октября или в первые дни ноября в обширном современном комплексе выставочного центра Paris expo Porte de Versailles. На данный момент Paris Games Week является пятым по величине в мире игровым событием, опережая по количеству посетителей такие выставки как: E3 и Tokyo Game Show, насчитывая в общей сложности 317 000 посетителей и 194 участников выставки, участвующих на выставке в 2019 году; и второй по величине крупнейшей игровой выставкой года в Европе, уступая немецкой выставке gamescom.

## Статистика
| Год  | Дата                | Посещаемость | Участники выставки | Выставочная площадь |
| ---- | ------------------- | ------------ | ------------------ | ------------------- |
| 2010 | 27-31 октября       | 120 000      | 28                 | 14 000 м²           |
| 2011 | 21-25 октября       | 180 000      | 36                 | 24 000 м²           |
| 2012 | 31 октября-4 ноября | 212 000      | 42                 | 25 000 м²           |
| 2013 | 30 октября-3 ноября | 245 000      | 80                 | 32 000 м²           |
| 2014 | 29 октября-2 ноября | 272 000      | 125                | 50 000 м²           |
| 2015 | 28 октября-1 ноября | 307 000      | 160                | 60 000 м²           |
| 2016 | 27-31 октября       | 310 000      | 166                | 80 000 м²           |
| 2017 | 1-5 ноября          | 304 000      | 182                | 80 000 м²           |
| 2018 | 26-30 октября       | 316 000      | 188                | 80 000 м²           |
| 2019 | 30 октября-3 ноября | 317 000      | 194                | 80 000 м²           |
| 2020 | 23-27 октября       |              |                    | 80 000 м²           |
| 2022 | 2–6 ноября          |              |                    |                     |
| 2023 | 1–5 ноября          |              |                    |                     |
| 2024 | 23–27 октября       |              |                    |                     |